# Athanor

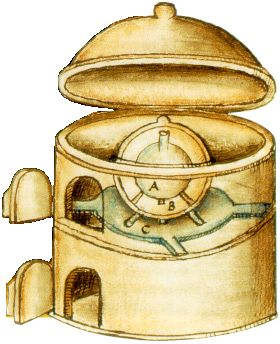
Athanor

Der Athanor ist ein spezieller Ofen, der von den Alchemisten benutzt wurde. Der Name leitet sich aus dem arabischen Wort at-tannur für „(Back)Ofen“ bzw. „Wasserrohr“ ab.

## Funktion und Zubehör von alchemistischen Öfen
Für alchemistische Prozesse spielten Erwärmung oder Erhitzung eine bedeutende Rolle.
Ein wichtiger Prozess war zum Beispiel die Destillation. Indem man eine flüssige Substanz erhitzte, verdampfte sie. Die Dämpfe kondensierten und wurden in eine Destilliervorlage abgeleitet. Ganz ähnlich verhält es sich mit der Sublimation: Bei diesem Verfahren wurde eine feste Substanz erhitzt; deren Dämpfe setzten sich in fester Form an den kühleren Stellen des Sublimationsgefäßes wieder ab. Ein weiteres wichtiges Verfahren stellt das Digerieren (von lateinisch digerere, verdauen) dar. Der Alchemist verstand darunter einen Verdauungs- oder Reifungsprozess. Er gab die Substanzen in ein fest verschlossenes Gefäß und ließ sie unter gleichmäßiger Temperatur einige Tage oder Wochen „reifen“.
Im Mittelalter stellte es ein Problem dar, die Hitzezufuhr der Öfen zu regeln. Nachdem im 16. Jahrhundert Stellschieber erfunden worden waren, mit denen man die Luftzufuhr regeln konnte, war auch das Erreichen von verschiedenen Hitzgraden im gleichen Ofen möglich. Bevor es diese Stellschieber gab, musste der Alchemist für jeden Hitzegrad, der für einen speziellen Vorgang benötigt wurde, einen eigenen Ofen haben.
Die Öfen waren meist aus Backsteinen erbaut und mit einem speziellen Ofenlehm verkittet. Es gab auch Metallöfen, die aus Kupfer oder Eisen bestanden. Auch aus Ton stellte man Öfen her. Das Heizmaterial waren Holz oder Holzkohle. Jeder Ofen besaß im Prinzip einen Aschen-, einen Feuer- und einen Arbeitsraum. Diese waren allerdings nicht immer voneinander getrennt. Ein Einsatzblech im Athanor diente einer gleichmäßigen Wärmeentwicklung.

## Ofentypen
Der Athanor wurde auch Philosophischer Ofen genannt, denn in ihm sollte der Stein der Weisen (lapis philosophorum) hergestellt werden. In einem Philosophischen Ofen konnte eine Substanz in einem verschlossenen Gefäß über eine längere Zeit mit milder und gleichmäßiger Wärme behandelt werden. Der Aufbau des Ofens war turmförmig und in seinem Inneren befand sich ein ovales, zugeschmolzenes Gefäß (philosophisches Ei). Dieses Gefäß enthielt die Substanz, die zum Stein der Weisen umgeformt werden sollte.
Im 16. Jahrhundert kam mit dem sogenannten Bequemlichkeitsofen (auch Fauler Heinz oder Piger Henricus genannt) ein Ofentyp in Gebrauch, der über einen gesonderten Schacht für das Brennmaterial verfügte. Aus diesem Schacht rutschte die Holzkohle stetig nach, so dass verbrauchtes Brennmaterial ähnlich wie bei einem Füllofen automatisch nachgefüllt wurde. Der Alchemist musste also nicht regelmäßig Holzkohle nachlegen.

## Sonstiges
Die von David Esrig gegründete Athanor Akademie für Darstellende Kunst Passau ist nach diesem „Schmelztiegel“ benannt.
Der zeitgenössische deutsche Maler Anselm Kiefer gab mehreren seiner großformatigen Bilder den Titel Athanor, zuletzt dem Bild, das er 2007 für den Louvre malte und das dort fest installiert ist.
Der tschechische Surrealist Jan Švankmajer gründete 1992 eine Filmproduktionsgesellschaft mit dem Namen Athanor, welche in seinem Wohn- und Studio-Haus in Knovíz in Böhmen arbeitet.